# Havleguan
 Denne artikel bør gennemlæses af en person med fagkendskab for at sikre den faglige korrekthed.
    
Gælder både tekst og taksobox

Galapagos Havleguanen (Amblyrhynchus cristatus) er en leguan der kun findes på Galapagosøerne. Den havde oprindelig ikke forbindelse til havet, men kan være kommet til Galapagosøerne med drivtømmer og siden  tilpasset sig de nye omgivelser. 
Dette bekræftede Charles Darwins evolutionsteori, da havleguanerne udviklede bredere haler, så de lettere kunne svømme i havet. De har også udviklet en kortere snude, så de kan komme helt tæt på de sten de spiser alger fra. De mindre havleguaner spiser alger fra sten oppe på land, efter at der har været højvande og alger er skyllet op på stenene. De større havleguaner dykker derimod ned i vandet, hvor de spiser alger fra de sten de finder dernede.  Da de store havleguaner svømmer under havets overflade får de store mængder salt ind, som de derefter nyser ud.
Når havleguanerne er voksne, har de få fjender, kun hajer og Galapagosvågen, hvor deres reder tiltrækker både fugle og slanger.
Havleguanen yngler i december, hvor den lægger op til seks æg.
Da havleguanen er koldblodet, kan dens muskler blive lammede af at svømme nede i havet i for lang tid. Derfor er det afgørende for dens overlevelse at nå op på land, hvor den genvinder varmen på de solvarme klipper.
Når det bliver nat, og den varmende sol går ned, samles de i grupper med op til 50 individer, hvor de holder hinanden varme. De solvarme klipper kan også være en trussel, da klipperne kan blive op til 60°C, og kan dræbe leguanen, hvis den ligger der for længe.[kilde mangler].